# Gobierno Militar de Pontevedra
El edificio del Gobierno Militar de Pontevedra o Edificio de la Delegación del Ministerio de Defensa en Pontevedra es un edificio de finales del siglo XIX situado en la ciudad española de Pontevedra y diseñado por el arquitecto Alejandro Sesmero.

## Ubicación
El edificio está situado en el extremo sureste del Parque de las Palmeras, en el centro de Pontevedra.

## Historia
En 1879, el alcalde de Pontevedra, Alejandro Mon Landa, propuso la creación de una casa-escuela que agrupase las escuelas primarias de la ciudad. En 1882, el arquitecto Alejandro Sesmero presentó el proyecto del edificio. El presupuesto se consideró demasiado elevado y el proyecto sufrió importantes retrasos. A finales de 1885, el alcalde, José López Pérez, se hizo cargo del proyecto y Sesmero lo modificó para reducir el presupuesto. En 1886 el Estado concedió una ayuda del 50% del presupuesto total, complementado con las aportaciones de emigrantes pontevedreses residentes en Buenos Aires. En septiembre de 1887 se aprobó la construcción del edificio en el antiguo campo de la feria de San José.
Las obras, encargadas al constructor José Cons Estévez, comenzaron en 1889 y finalizaron en abril de 1892. El edificio se inauguró como escuela en agosto de 1892. En septiembre de ese mismo año comenzó el curso académico en el edificio, que pasó a denominarse Grupo Escolar Eduardo Vincenti (popularmente conocido después como Grupo Escolar Las Palmeras), para agrupar todas las escuelas de la ciudad.
El edificio fue utilizado temporalmente como hospital de campaña en el período comprendido entre el derribo del Hospital de San Juan de Dios de la plaza de Curros Enríquez y la construcción del Hospital Provincial de Pontevedra (1896-1897). A partir de 1898, el edificio albergó la Brigada Topográfica del Ministerio de Defensa en Pontevedra hasta que en 1909 fue devuelto al Ayuntamiento. Sin embargo, el Ayuntamiento de Pontevedra cedió finalmente el edificio al ejército para uso militar en 1913 como sede del Gobierno Militar y del Ministerio de Defensa de la provincia de Pontevedra. Al suprimirse temporalmente el Gobierno Militar en 1918, la Escuela Normal de Maestros también se instaló durante una temporada en el edificio.
El 19 de junio de 1995, el antiguo Gobierno Militar de Pontevedra se transformó en la Delegación de Defensa de la provincia de Pontevedra. Unos años más tarde, por decreto de 7 de noviembre de 2003, la Delegación de Defensa de Pontevedra pasó a ser, como en la mayoría de las capitales de provincia españolas, la Subdelegación de Defensa de la provincia.

## Descripción
El edificio fue diseñado originalmente por el arquitecto Alejandro Sesmero con una sola planta para evitar que los escolares se cayeran por las escaleras.
Se trata de un edificio rectangular, alargado, en el que predominan las líneas horizontales. Consta de planta baja, primer piso y tres cuerpos en la fachada principal. Las ventanas y puertas tienen marcos lisos que terminan en arcos rebajados. La sección central de la fachada está ligeramente más avanzada y decorada que las secciones laterales. La entrada principal tiene un balcón de piedra en el primer piso sostenido por dos columnas con capiteles toscanos que soportan un sencillo entablamento.
La fachada trasera tiene un diseño similar al de la fachada principal, pero presenta un cuerpo central saliente en lugar del balcón y la entrada porticada al edificio. Está rodeada por un espacio con árboles y jardines para uso privado del Ministerio de Defensa.